# Geografia del Gabon

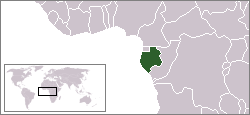
Localizzazione del Gabon

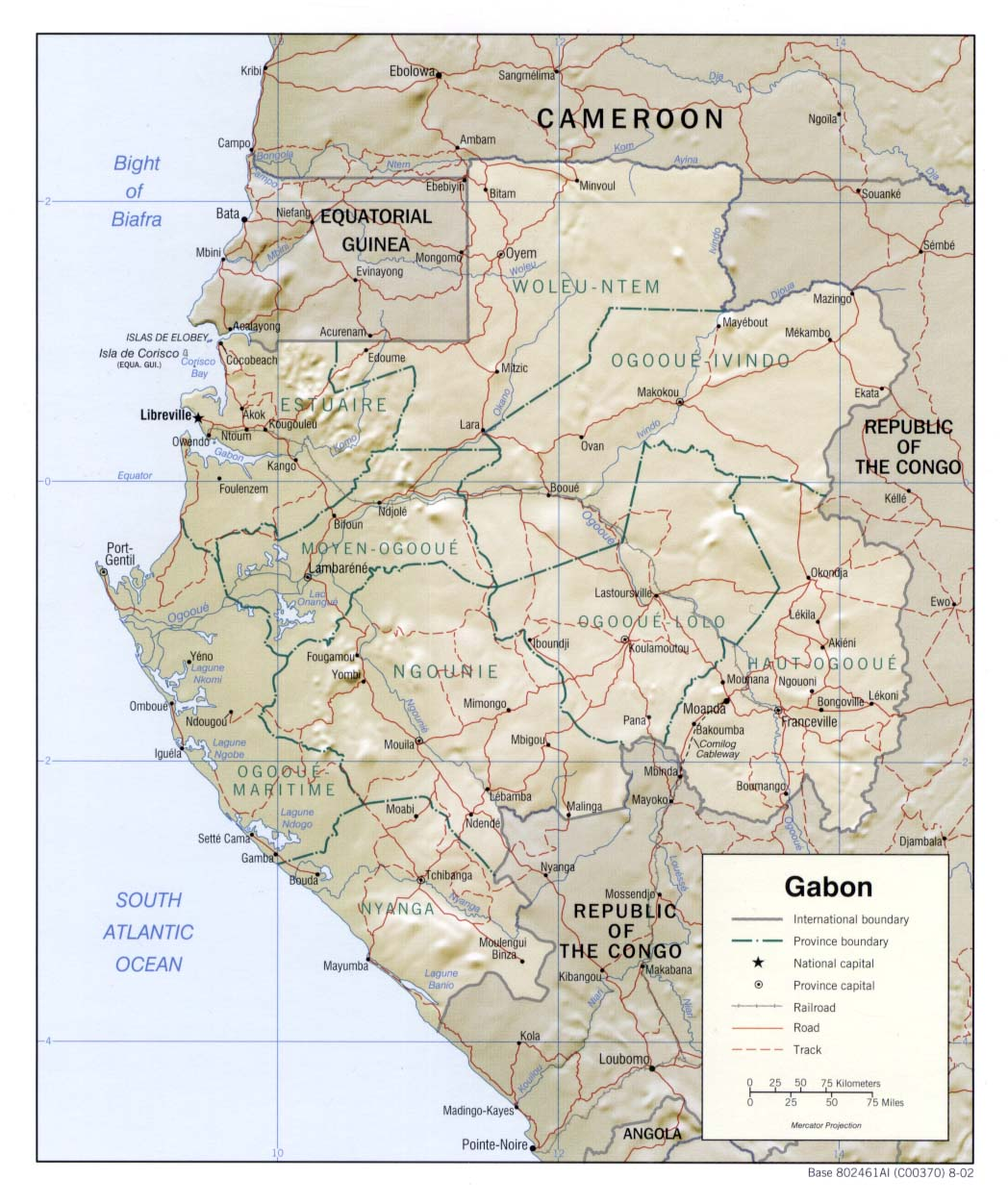
Mappa del Gabon

Il Gabon – il cui nome proviene dal termine portoghese di gãbão, che significa «gabbano», per la somiglianza che i primi navigatori giunti su quelle coste attribuirono alla foce del grosso fiume poi appunto chiamato Gabão o Gabon – è situato astronomicamente fra i 2°10' di latitudine nord ed i 3°55' di latitudine sud ed è tagliato nella sua parte mediana dall'Equatore; longitudinalmente è compreso tra i meridiani 9°20' e 14°30' est.
Il Gabon, che si estende su una superficie di 267667 km², ha una forma tozza ed è delimitato dai seguenti confini: a ovest si affaccia per 800 km sull'Oceano Atlantico; a nord confina con la Guinea Equatoriale (Río Muni) e con il Camerun; a est ed a sud confina con la Repubblica del Congo. Le linee di frontiera sono per gran parte artificiali, ma sul lato orientale coincidono con lo spartiacque che divide il bacino del Congo dal bacino dell'Ogooué, nel quale è compresa la porzione maggiore del territorio gabonese.

## Morfologia
Il territorio del Gabon è compreso tra l'Oceano Atlantico e la regione dei tavolati che si elevano a ovest del bacino congolese. Geologicamente e morfologicamente esso presenta aspetti relativamente vari. A partire dalla cimosa costiera il suolo si eleva con grandi terrazze verso l'interno, fino alla catena montuosa che taglia il Paese da nord a sud: si tratta di una dorsale di rocce cristalline del Paleozoico frammiste a rocce metamorfiche e in parte anche costituita da formazioni vulcaniche recenti specialmente nei rilievi prospicienti la costa; verso est il rilievo si abbassa nella larga depressione del fiume Ogooué ricoperta da vasti strati di rocce sedimentarie del Mesozoico e del Cenozoico e da alluvioni del Quaternario. Come nel bacino congolese, le sedimentazioni sono state determinate dalle estese trasgressioni marine che hanno invaso tutte le grandi depressioni continentali e costiere dell'Africa specialmente nel Mesozoico. Il territorio gabonese può essere suddiviso in tre principali regioni naturali.
La fascia costiera è lunga 800 km e larga da 30 a 150 km (dimensione raggiunta soltanto nella pianura dell'Ogooué). Dal confine settentrionale con il Río Muni a Capo Lopez (punto più occidentale del Gabon) la costa presenta numerose ampie baie (Mondah, Esterias, estuario del Gabon, Port-Gentil) con porti naturali ottimi, come Port-Gentil e Libreville. Da Capo Lopez al confine con il Congo, invece, la riva è orlata da banchi di sabbia accumulati presso la costa dalla corrente del Benguela (si tratta per lo più di materiale alluvionale del fiume Congo) che hanno chiuso le antiche baie dando vita a una serie di lagune dalle rive basse e paludose.
L'altopiano interno occupa la maggior parte del Gabon ed è costituito da una regione piuttosto accidentata, posta ad un'altezza media di 400 m nella parte centrale formante la larga conca depressionaria dell'Ogooué; ai suoi margini l'altopiano si eleva gradatamente ad altitudini intorno ai 600 m. Tutta la regione è coperta da una densa foresta equatoriale.
Le catene montuose centrali, che tagliano il Gabon da nord a sud e comprese tra la cimosa costiera e la depressione interna dell'Ogooué, sono costituite dal massiccio del Cristallo (Montagnes de Cristal), che nel monte Koulaké si spinge fino agli 800 m, dall'acrocoro vulcanico di Koumouna-Bouali, tra il fiume N'Gounie e la pianura costiera, con vette anche superiori ai 1000  m e, infine, dal complesso del Chaillu, compreso nel grande arco del fiume Ogooué e che presenta le altezze maggiori: il monte Ibudji raggiunge i 1575 m, mentre il massiccio di Birogou, in prossimità della frontiera congolese, presenta alcune cime tra i 1000 e i 1200 m.

## Idrografia
La maggior parte del territorio gabonese appartiene al bacino idrografico del fiume Ogooué, che tributa all'Oceano Atlantico. Lungo 1200 km, l'Ogooué ha le sue sorgenti nella Repubblica del Congo presso Zenaga; entra nel Gabon presso Franceville scorrendo in direzione nord-ovest e inarcandosi successivamente per raggiungere la pianura costiera; all'altezza di Lambaréné il fiume ha già un aspetto imponente con una larghezza superiore ai 1000 m e una portata di oltre 10000 m³ d'acqua al secondo. Prima di raggiungere la costa riversa parte delle sue acque in alcune depressioni laterali che formano altrettanti laghi (Azingo, Onangué, Anenge); si getta nel Golfo di Guinea con un grande delta che ha la sua punta estrema a Capo Lopez; è navigabile per 250 km fino a Ndjolé. Tanto da destra che da sinistra l'Ogooué riceve numerosi affluenti, tra cui l'Ivindo che scola tutta la parte settentrionale dell'altopiano, e il N'Gounie che raccoglie le acque delle catene montuose meridionali.
Oltre all'Ogooué e ai suoi affluenti, il Gabon ha altri fiumi che tributano all'Oceano Atlantico, tra i quali il Gabon stesso con il suo enorme estuario a nord e il Nyanga a sud; entrambi raccolgono le acque del versante gabonese che si affaccia alla pianura costiera.

## Clima
Situato proprio a cavallo dell'Equatore, il Gabon ha un clima eccezionalmente caldo e umido. Le zone più asciutte sono quelle dell'interno, dove però le precipitazioni annue non sono mai inferiori ai 1500 mm. Le regioni più umide sono quelle lungo le coste atlantiche e sui versanti occidentali delle catene montuose interne con medie annuali tra i 1800 e i 2000 mm. Le zone di maggiore piovosità sono quelle comprese ad arco intorno alla foce del fiume Gabon, dove le precipitazioni si mantengono regolarmente al di sopra dei 2500 mm l'anno e, nella conca in prossimità del Río Muni, addirittura al di sopra dei 4000 mm. La distribuzione delle piogge è molto regolare: si hanno una grande stagione delle piogge da metà gennaio a metà maggio e una piccola stagione delle piogge da ottobre a metà dicembre, che si alternano a una grande stagione secca da metà maggio a settembre e ad una piccola stagione secca da metà dicembre a metà gennaio.
Le precipitazioni prolungate attenuano la temperatura che però è mitigata sulla fascia costiera soprattutto dalla corrente fredda del Benguela che lambisce il Gabon fino a Capo Lopez. All'interno, per contro, è l'altitudine che esercita un'influenza benefica non trascurabile. Complessivamente, benché così diverse, le varie regioni del Gabon presentano temperature pressoché uniformi: sulla costa raramente si hanno temperature superiori ai 30 °C o inferiori ai 20 °C; lo stesso vale anche per l'interno, dove peraltro le escursioni stagionali – in dipendenza del regime delle piogge – e diurne sono più marcate.

## Flora e fauna
Circa i tre quarti del Paese sono ricoperti da una fitta foresta pluviale equatoriale che ospita più di 3000 specie vegetali, tra le quali l'okoumé, un albero a legno duro che costituisce l'asse portante dell'industria del legname del Gabon. Nella foresta pluviale vivono antilopi, scimmie, gorilla, numerosi uccelli tropicali e alcune varietà di elefanti. In Gabon si trovano diversi parchi nazionali, tra cui il parco nazionale di Lopé (originariamente istituito nel 1946 come riserva naturale di Lopé-Okanda) al centro del Paese. Il parco e i siti archeologici qui presenti – che vengono chiamati collettivamente Ecosistema e Paesaggio Culturale Relitto di Lopé-Okanda – sono stati riconosciuti patrimonio dell'umanità dall'UNESCO nel 2007.